# Schlegeliaceae
Schlegeliaceae  (A.H.Gentry) Reveal, 1996 è una piccola famiglia di piante angiosperme, appartenente all'ordine delle Lamiales.

## Etimologia
Il nome della famiglia deriva dal suo genere tipo Schlegelia Miq., 1844 il cui nome è stato dato in onore del zoologo tedesco Hermann Schlegel (Altenburg, 10 giugno 1804 – Leida, 17 gennaio 1884). Il nome scientifico della famiglia è stato definito dal botanico americano Alwyn Howard Gentry (1945 - 1993) e perfezionato dal botanico americano James Lauritz Reveal (1941 –  2015) nella pubblicazione "Phytologia; Designed to Expedite Botanical Publication. New York - 79(2): 74. 1996" del 1996.

## Descrizione

### Portamento
Il portamento delle specie di questa famiglia è arboreo o arbustivo da terrestre a epifita; sono presenti anche liane. L'indumento può variare da glabro, o formato da rigide setole ispide a sparsamente villoso o semplicemente pubescente. Gli steli in genere sono eretti e a sezione rotonda.

### Foglie
Le foglie cauline sono opposte e picciolate. La lamina si presenta con forme ovoidi o da ellittiche a orbicolari. Gli apici sono acuminati. I contorni sono da sub-interi a dentati. La consistenza può essere sub-coriacea. Sono presenti foglie anisofille. In Synapsis i margini hanno 4 - 6 spine

### Infiorescenze
Le infiorescenze sono di tipo tirsoide o racemoso (in Exarata) sia frondose che bratteate. I fiori, distintamente pedicellati, formano agglomerati cimosi ascellari. Le bratteole sono presenti.

### Fiori
I fiori sono ermafroditi, più o meno attinomorfi, tetrameri (4-ciclici), ossia con quattro verticilli (calice – corolla - androceo – gineceo) e pentameri (5-meri: la corolla e il calice hanno 5 parti).
- Formula fiorale:

*/X, K (5), [C (2+3), A 2+2], G (2), (supero), bacca
- Calice: il calice ha delle forme campanulate terminanti con 5 lobi (3 - 4 lobi in Schlegelia; ridotti a brevi denti in Synapsis). Può essere lateralmente compresso, sub-ruotato o a forma di tazza. A volte la consistenza è coriacea.

- Corolla: la corolla di tipo sub-attinomorfa si presenta con un tubo (stretto e diritto; allargato verso le labbra in Synapsis) terminante con due labbra (con 5 lobi sub-uguali in tutto). Il colore può essere bianco, rosa, rosso o porpora; oppure da violetto a malva.

- Androceo: l'androceo possiede 4 stami didinami (un quinto stame è rudimentale - staminoide) e inclusi nella corolla. Le antere sono formate da 2 teche separate, uguali e divergenti. Gli staminoidi possono essere sia presenti che assenti.

- Gineceo: l'ovario, formato da due carpelli (biloculare con una sola placentazione centrale in ciascun loculo), è supero. La forma è ovoide; da ellissoide a Exarata. Gli ovuli sono multipli per ogni placenta. Lo stilo è filiforme e unico ed ha uno stigma capitato oppure con 2 - 3 lobi (Schlegelia). Il disco nettarifero in Exarata è assente.

### Frutti
Il frutto è una bacca con un sottile pericarpo crostaceo e con numerosi semi dalle forme compresse, angolari con ali membranose (Schlegelia e Exarata) o prive di ali. In Exarata è globoso e carnoso, inoltre è indeiscente.

## Biologia
Le specie di questo raggruppamento si riproducono per impollinazione tramite insetti (impollinazione entomogama) ma anche tramite uccelli (impollinazione ornitogama) soprattutto nelle aree tropicali..
La dispersione dei semi avviene inizialmente a causa del vento (dispersione anemocora); una volta caduti a terra sono dispersi soprattutto da insetti tipo formiche (mirmecoria).

## Distribuzione e habitat
L'areale di questa famiglia si estende dal Centro America al Sud America.

## Tassonomia
Inizialmente i generi di questa famiglia sono stati descritti all'interno delle Scrophulariaceae o anche (da altri Autori) nelle Bignoniaceae. Attualmente, la classificazione filogenetica riconosce il raggruppamento come una famiglia autonoma appartenente all'ordine delle Lamiales.

### Generi
La famiglia è composta da 4 generi con 38 specie:
- Exarata A.H. Gentry, 1992 (1 sp.)
- Gibsoniothamnus L.O. Williams, 1970 (12 spp.)
- Schlegelia Miq., 1844 (24 spp.)
- Synapsis Griseb., 1866 (1 sp.)

Il genere Thomandersia Baill., 1891, endemico dell'Africa centrale, in passato incluso in questo raggruppamento, è attualmente segregato in una famiglia a sè stante (Thomandersiaceae).

### Filogenesi
La posizione filogenetica della famiglia all'interno dell'ordine delle Lamiales è abbastanza centrale e vicina a famiglie più numerose come le Bignoniaceae e le Verbenaceae. Inoltre è "gruppo fratello" delle Lentibulariaceae. Alcuni caratteri l'avvicinano alla famiglia Thomandersiaceae mentre non ci sono evidenti differenze nell'anatomia del legno tra Schlegeliaceae e Bignoniaceae. Altre somiglianze di caratteri con le Bignoniaceae (alberi legnoscenti, foglie opposte, simmetria fiorale bilaterale, androceo comprendente uno staminoide) sono però contraddette dalle analisi del DNA che le separano nettamente da quest'ultime.
Un carattere distintivo per le specie di questa famiglia è l'abitudine legnosa con corteccia bianca, foglie semplici a disposizione opposta, fiori grandi e monosimmetrici e frutti tipo bacca. La struttura degli stomi differenzia i due generi maggiori della famiglia: in Schlegelia gli stomi sono anomocitici o paracitici, mentre in Gibsoniothamnus gli stomi sono anisocitici o ciclocitici (le cellule annesse sono diverse e disposte radialmente attorno alle "cellule di guardia").